# Gummy
Gummy (kor. 거미, Spinne, * 8. April 1981 in Seoul; mit bürgerlichem Namen Park Ji-yeon, 박지연) ist eine südkoreanische R&B- und K-Pop-Sängerin. Sie war lange Zeit bei YG Entertainment unter Vertrag.

## Leben

### 2003–2009: Debüt und Breakthrough
Gummy begann mit sechs Jahren auf dem Piano zu spielen und träumte früh von einer Karriere, die ihrer Mutter verwehrt geblieben war. Sie studierte an der Dongduk Women’s University und veröffentlichte 2003 ihre erste Single When You Come Back sowie ihr erstes Album Like Them. Erfolg hatte sie erst mit ihrem zweiten Album It's Different, das am 9. September 2004 veröffentlicht wurde und mit dessen Titeltrack Memory Loss (기억상실, kiok sangshil) sie bei den 19. Golden Disk Awards und den „Mobile Popularity Award“ bei den Mnet Asian Music Awards gewann.
Die Sängerin brachte ihr viertes Album Comfort am 12. März 2008 heraus. Der Erscheinungstermin des Albums war dabei mehrfach verschoben worden, da Gummy sehr auf sie Qualität der Platte bedacht war, die ihre Weiterentwicklung als Sängerin zeigen sollte. Auf der Single I'm Sorry (미안해요, Mian haeyo) ist auch T.O.P von BIG BANG zu hören; Er und Labelmate Sandara Park von 2NE1 sind auch im Musikvideo zur Single zu sehen. Der Song konnte sich innerhalb einer Woche nach seinem Erscheinen Top-5-Platzierungen diverser Digitaler Charts in Korea sichern.

### 2010–2011: Comeback und Loveless (EP)
Von 2008 bis 2010 pausierte Gummy aufgrund einer Laryngitis. Im April 2010 gab YG Entertainment weitere Pläne für Gummy bekannt, wenig später am 21. April war ihre Single Loveless in den Läden zu finden, das gleichnamige Minialbum folgte eine Woche darauf.
Nach langer Zeit in Japan, in der sie intensiv Japanisch lernte und sich mit der Kultur vertraut machte, nahm Gummy 2011 ihr Debüt in Japan in Angriff. Am 15. Oktober 2011 veröffentlichte sie ein neues Musikvideo mit dem Remake ihres Hits I'm Sorry für den japanischen Markt.

### 2013: 10-jähriges Jubiläum,Snow Flowerund das 2. japanische Minialbum
Ihr 10-jähriges Jubiläum als Sängerin feierte Gummy 2013 mit einem Fanmeeting.
Gummy gelang ein weiterer Charterfolg mit dem Song Snow Flower, den sie für die TV-Serie That Winter, The Snow Blows aufnahm. Der Song platzierte weit vorn in den Gaon Charts.
Des Weiteren konzentrierte die Sängerin ihre Aktivitäten wieder auf Japan und veröffentlichte ihr zweites japanisches Album, Fate(s). Gummy war an der Produktion des Albums beteiligt, für das sie den namhaften japanischen Produzenten Jeff Miyahara gewann, der u. a. für Künstler wie Namie Amuro und KAT-TUN gearbeitet hatte. Für das Album nahm Gummy den Song Believe zusammen mit Daesung von BIG BANG auf und zwei Musikvideos wurden dafür gedreht.

## Diskografie

### Studioalben
| Jahr | Titel Musiklabel                   | Höchstplatzierung, Gesamtwochen, AuszeichnungChartsChartplatzierungen (Jahr, Titel, Musiklabel, Platzierungen, Wochen, Auszeichnungen, Anmerkungen) | Anmerkungen                                                    |
| Jahr | Titel Musiklabel                   | KR | Anmerkungen                                                    |
| ---- | ---------------------------------- | --- | -------------------------------------------------------------- |
| 2003 | Like Them YG Entertainment         | — | Erstveröffentlichung: 3. Februar 2003                          |
| 2004 | It’s Different YG Entertainment    | — | Erstveröffentlichung: 9. September 2004                        |
| 2005 | For the Bloom YG Entertainment     | — | Erstveröffentlichung: 1. September 2005                        |
| 2006 | Gummy Unplugged YG Entertainment   | — | Erstveröffentlichung: 26. April 2006                           |
| 2008 | Comfort YG Entertainment           | KR83 (1 Wo.)KR | Erstveröffentlichung: 12. März 2008 Chartplatzierungen ab 2010 |
| 2015 | Fall in Memory C-Jes Entertainment | KR16 (2 Wo.)KR | Erstveröffentlichung: 17. April 2015                           |
| 2017 | Stroke C-Jes Entertainment         | KR23 (2 Wo.)KR | Erstveröffentlichung: 5. Juli 2017                             |

### EPs
| Jahr               | Titel                                                           | Höchstplatzierung, Gesamtwochen, AuszeichnungChartplatzierungen (Jahr, Titel, Platzierungen, Wochen, Auszeichnungen, Anmerkungen) | Höchstplatzierung, Gesamtwochen, AuszeichnungChartplatzierungen (Jahr, Titel, Platzierungen, Wochen, Auszeichnungen, Anmerkungen) | Anmerkungen                            |
| Jahr               | Titel                                                           | KR | JP | Anmerkungen                            |
| ------------------ | --------------------------------------------------------------- | --- | --- | -------------------------------------- |
| Südkoreanische EPs |                                                                 | | |                                        |
|                    |                                                                 | | |                                        |
| 2010               | Loveless YG Entertainment                                       | KR3 (11 Wo.)KR | — | Erstveröffentlichung: 30. April 2010   |
| 2014               | I Loved..Have No Regrets (사랑했으니..됐어) C-Jes Entertainment | KR8 (2 Wo.)KR | — | Erstveröffentlichung: 10. Juni 2014    |
| Japanische EPs     |                                                                 | | |                                        |
|                    |                                                                 | | |                                        |
| 2011               | Loveless YG Entertainment                                       | — | JP59 (1 Wo.)JP | Erstveröffentlichung: 9. November 2011 |
| 2013               | Fate(s) YG Entertainment                                        | — | JP58 (1 Wo.)JP | Erstveröffentlichung: 3. April 2013    |

### Singles
| Jahr | Titel Album                                                          | Höchstplatzierung, Gesamtwochen, AuszeichnungChartsChartplatzierungen (Jahr, Titel, Album, Platzierungen, Wochen, Auszeichnungen, Anmerkungen) | Anmerkungen                                        |
| Jahr | Titel Album                                                          | KR | Anmerkungen                                        |
| ---- | -------------------------------------------------------------------- | --- | -------------------------------------------------- |
| 2003 | We Should’ve Been Friends (친구라도 될 걸 그랬어) Like Them          | KR28 (23 Wo.)KR | Erstveröffentlichung: 2003                         |
| 2003 | If You Come Back (그대 돌아오면) Like Them                           | — | Erstveröffentlichung: 2003                         |
| 2004 | Please Forget Me (날 그만 잊어요) It’s Different                     | — | Erstveröffentlichung: 2004                         |
| 2004 | Amnesia (기억상실) It’s Different                                    | — | Erstveröffentlichung: 2004                         |
| 2005 | Childish Adult (어른아이) For the Bloom                              | — | Erstveröffentlichung: 2005                         |
| 2005 | No (아니) For the Bloom                                              | — | Erstveröffentlichung: 2005                         |
| 2008 | I’m Sorry (미안해요) Comfort                                         | — | Erstveröffentlichung: 2008 feat. T.O.P             |
| 2008 | Looking in the Mirror (거울을 보다가) Comfort                        | — | Erstveröffentlichung: 2008 feat. Red Roc           |
| 2010 | This Is No Love (사랑은 없다) Loveless                               | KR3 (11 Wo.)KR | Erstveröffentlichung: 2010                         |
| 2010 | Because You’re a Man (남자라서) Loveless                             | KR4 (13 Wo.)KR | Erstveröffentlichung: 2010                         |
| 2010 | Around the Alley (골목을 돌면) –                                     | KR63 (1 Wo.)KR | Erstveröffentlichung: 2010 mit Jin Bora            |
| 2010 | Love Recipe (러브 레시피) –                                          | KR8 (12 Wo.)KR | Erstveröffentlichung: 2010 mit Bobby Kim           |
| 2012 | Love Recipe II – People These Days –                                 | KR22 (4 Wo.)KR | Erstveröffentlichung: 2012 wit Bobby Kim           |
| 2013 | Only One –                                                           | KR64 (2 Wo.)KR | Erstveröffentlichung: 2013 mit Big Brother         |
| 2013 | Special Love –                                                       | KR3 (16 Wo.)KR | Erstveröffentlichung: 2013 mit Wheesung            |
| 2014 | You Will Think of Me (내 생각날 거야) –                              | KR7 (9 Wo.)KR | Erstveröffentlichung: 2014                         |
| 2014 | I Loved..Have No Regrets (사랑했으니..됐어) I Loved..Have No Regrets | KR5 (7 Wo.)KR | Erstveröffentlichung: 2014                         |
| 2014 | Get Lost (갈 곳이 없어) –                                            | KR30 (2 Wo.)KR | Erstveröffentlichung: 2014                         |
| 2015 | The Only Thing I Can’t Do (해줄 수 없는 일) Fall in Memory           | KR14 (7 Wo.)KR | Erstveröffentlichung: 2015                         |
| 2015 | No Reply (지워지지 않는) –                                           | KR62 (2 Wo.)KR | Erstveröffentlichung: 2015 mit Jubi of Sunny Hill  |
| 2015 | Without You –                                                        | KR85 (1 Wo.)KR | Erstveröffentlichung: 2015 mit Jung Key, Sisqo     |
| 2017 | A Knowing (남자의 정석) Stroke                                       | KR82 (1 Wo.)KR | Erstveröffentlichung: 2017 feat. Boi B             |
| 2017 | I I YO Stroke                                                        | KR34 (2 Wo.)KR | Erstveröffentlichung: 2017                         |
| 2019 | Alone (혼자) –                                                       | KR26 (7 Wo.)KR | Erstveröffentlichung: 2019                         |
| 2019 | Raise Your Voice Running Man Fan Meeting: Project Running 9          | — | Erstveröffentlichung: 2019 mit Kim Jong-kook, Haha |
| 2019 | Remember Me (기억해줘요 내 모든 날과 그때를) Hotel Del Luna OST      | KR1 Platin (Streaming) · (38 Wo.)KR | Erstveröffentlichung: 4. August 2019               |
| 2021 | Autumn Breeze                                                        | — | Erstveröffentlichung: 2021                         |
| 2021 | Regret (그래도 사랑이었잖아) –                                       | KR76 (2 Wo.)KR | Erstveröffentlichung: 2021                         |
| 2023 | A Song for You (그댈 위한 노래) –                                    | KR153 (1 Wo.)KR | Erstveröffentlichung: 2023                         |
| 2023 | Decision to Leave (헤어질 결심) –                                    | KR104 (2 Wo.)KR | Erstveröffentlichung: 2023                         |
| 2023 | If You’re Gonna Be Like This (이럴거면) –                            | KR132 (1 Wo.)KR | Erstveröffentlichung: 2023                         |

### Musikvideos
- 2003: 그대 돌아오면 (If You Come Back To Me) (feat. Wheesung)
- 2003: 친구라도 될 걸 그랬어 (We Should’ve Been Friends)
- 2004: 기억상실 (Memory Loss)
- 2005: 아니 (No)
- 2005: 어른아이 (Childish Adult)
- 2006: 그대 돌아오면 (If You Come Back To Me)
- 2008: 미안해요 (I’m Sorry) (feat. T.O.P)
- 2010: 사랑은 없다 (There is No Love)
- 2010: 남자라서 (Because You’re a Man) (feat. Kim Hyun-joong und Jung Ryeo-won)
- 2010: 어떡해 (What Can I Do)
- 2010: 러브 레시피 (Love Recipe) (feat. Bobby Kim)